# Drake (Dacota do Norte)
Drake é uma cidade localizada no estado norte-americano de Dacota do Norte, no Condado de McHenry.

## Demografia
Segundo o censo norte-americano de 2000, a sua população era de 322 habitantes.
Em 2006, foi estimada uma população de 282, um decréscimo de 40 (-12.4%).

## Geografia
De acordo com o United States Census Bureau tem uma área de
5,2 km², dos quais 5,1 km² cobertos por terra e 0,1 km² cobertos por água.

## Localidades na vizinhança
O diagrama seguinte representa as localidades num raio de 24 km ao redor de Drake.